# Choeroichthys suillus
Choeroichthys suillus är en fiskart som beskrevs av Gilbert Percy Whitley 1951. Choeroichthys suillus ingår i släktet Choeroichthys och familjen kantnålsfiskar. Inga underarter finns listade i Catalogue of Life.